# Muntanyes d'Artà
Muntanyes d'Artà este o arie protejată (sit de importanță comunitară — SCI, arie de protecție specială avifaunistică — SPA) din Spania întinsă pe o suprafață de 14.705,3 ha, integral pe uscat.

## Localizare
Centrul sitului Muntanyes d'Artà este situat la coordonatele 39°45′43″N 3°22′40″E / 39.7619°N 3.3778°E.

## Înființare
Situl Muntanyes d'Artà a fost declarat arie de protecție specială avifaunistică în martie 2006 pentru a proteja 2 specii de plante și 17 specii de animale. Situl a fost protejat și ca sit de importanță comunitară în iulie 2000.

## Biodiversitate
Situată în ecoregiunile marină mediteraneană și mediteraneană, aria protejată conține 28 de habitate naturale: Tufărișuri halofile mediteraneene și termo-atlantice (Sarcocornetea fruticosi), Pășuni mediteraneene udate de apa mării (Juncetalia maritimi), Pante stâncoase calcaroase cu vegetație casmofită, Depresiuni intradunale umede, Ape puternic oligomezotrofe cu vegetație bentonică cu Chara spp., Dune cu vegetație ierboasă Brachypodietalia cu specii anuale, Peșteri inaccesibile publicului, Dune mobile cu vegetație embrionară, Dune mobile de-a lungul țărmului cu Ammophila arenaria („dune albe”), Dune cu vegetație ierboasă Malcolmietalia, Iazuri temporare mediteraneene, Phrygana endemică cu Euphorbio-Verbascion, Pajiști umede mediteraneene cu ierburi înalte de Molinio-Holoschoenion, Formațiuni stabile xerotermofile de Buxus sempervirens pe pante stâncoase (Berberidion p.p.), Izvoare petrifiante cu formare de travertin (Cratoneurion), Tufărișuri termo-mediteraneene și de pre-deșert, Dune cu tufărișuri sclerofile Cisto-Lavenduletalia, Vegetație anuală la limita mareei, Păduri de Olea și Ceratonia, Straturi cu Posidonia (Posidonion oceanicae), Pante stâncoase silicioase cu vegetație casmofită, Păduri de Quercus ilex și Quercus rotundifolia, Dune de pe litoral fixate cu Crucianellion maritimae, Faleze cu vegetație de Limonium spp. endemic de pe coastele mediteraneene, Galerii și tufărișuri riverane sudice (Nerio-Tamaricetea și Securinegion tinctoriae), Lande oro-mediteraneene cu formațiuni endemice de grozamă, Peșteri marine scufundate complet sau parțial, Stepe sărăturate mediteraneene (Limonietalia).
La baza desemnării sitului se află mai multe specii protejate:
- plante (2): Paeonia cambessedesii, Ranunculus weyleri
- păsări (13): fâsă-de-câmp (Anthus campestris), pasărea ogorului (Burhinus oedicnemus), ciocârlie-cu-degete-scurte (Calandrella brachydactyla), caprimulg (Caprimulgus europaeus), șoim călător (Falco peregrinus), Galerida theklae, acvilă pitică (Hieraaetus pennatus), Larus audouinii, vultur pescar (Pandion haliaetus), Phalacrocorax aristotelis desmarestii, turturică (Streptopelia turtur), Sylvia sarda, silvie de tufiș (Sylvia undata)
- mamifere (1): delfin mare (Tursiops truncatus)
- nevertebrate (1): croitorul mare al stejarului (Cerambyx cerdo)
- reptile (2): Caretta caretta, țestoasă bănățeană (Testudo hermanni)

Pe lângă speciile protejate, pe teritoriul sitului au mai fost identificate 2 specii de nevertebrate.